# Vergere
Vergere fue una Caballero Jedi fosh en los días finales de la República Galáctica. Ella fue la antigua Padawan de la Maestra Jedi Thracia Cho-Leem y ayudó a la Nueva Orden Jedi a derrotar a los Yuuzhan Vong. Hacia el 40 DBY, se reveló que ella fue también una Sith, siendo de forma secreta, uno de ellos.

## Historia
Vergere fue una nativa del planeta fosh, la única superviviente de una raza exterminada por el Imperio. De pequeña fue enviada a ser entrenada por los Jedis de la Antigua República. Poco después de ser nombrada Caballero Jedi y concluido su entrenamiento como padawan, fue enviada a investigar un planeta que poseía la habilidad de crear sus propias naves; naves orgánicas capaces de entablar una conexión viva con sus pilotos. Zonama Sekot fue una agradable experiencia para Vergere hasta el momento que unos extranjeros iniciaron un ataque invasivo. Gracias a su intervención logró evitar un ataque a gran escala. Estos invasores extranjeros, yuuzhan vong, se retirarían. Ella se uniría a ellos.

## Primera aparición
Reaparece 50 años más tarde como una mascota de la sacerdotisa Vong Elan cuando ésta fuera enviada como una falsa deserción. El objetivo de Elan era la eliminación de la mayor cantidad posible de Jedis. Cuando Elan muere sin lograr cumplir su misión, Vergere huye. Sin embargo antes de desaparecer deja sus "lágrimas". Vergere es capaz de producir lágrimas con capacidades curativas para la enfermedad que Nom Anor introdujera en Mara Jade. Se desconoce que hizo o dónde estuvo luego de la muerte de Elan. Poco después se reúne con los Vong ofreciendo su ayuda en la lucha contra los Jedis. Difícil de descifrar, Vergere es tan enigmática que nadie puede comprender su propósitos. Interviene en la captura de Jacen Solo. Es Vergere quien tortura a Jacen Solo a la vez que lo guía hacia un nuevo entendimiento de la Fuerza. Cuando Jacen escapa de la capturada en Coruscant, Vergere lo acompaña. Se entrega a la Nueva República en Mon Calamari. Allí es interrogada exhaustivamente por los militares, y dejada en libertad bajo la supervisión de Luke Skywalker. Estando en las habitaciones de los Skywalker se entera acerca de un proyecto biológico cuyo objetivo es la eliminación de toda la vida producida por los yuuzhan vong. No sólo las naves, plantas, sino todo ser vivo. Vergere sabotea el proyecto y elimina los registros existentes sobre el mismo. 
Perseguida ahora también por la Nueva República huye hacia Kashyyyk y se esconde bajo la protección de Jacen Solo. Da su vida para que Jacen siga lo que ella llama su camino, su destino verdadero.

## Apariciones
- Cloak of Deception
- El Planeta Misterioso (primera aparición)
- Agentes del Caos I: La Prueba del Héroe
- Balance Point (Solo mencionado)
- Edge of Victory II: Rebirth
- Star by Star
- Enemy Lines I: Rebel Dream (Solo mencionado)
- Traitor
- Destiny's Way
- Force Heretic I: Remnant (Solo mencionado)
- Force Heretic II: Refugee (Solo mencionado)
- Force Heretic III: Reunion (Como parte de Sekot)
- The Unifying Force (Como parte de Sekot)
- Dark Nest I: The Joiner King (Solo mencionado)
- Betrayal (Solo mencionado)
- Tempest (Solo mencionado)
- Exile (Solo mencionado)
- Sacrifice (Solo mencionado)
- Inferno (Solo mencionado)
- Fury (Solo mencionado)
- Revelation (Solo mencionado)
- Star Wars Legacy 18: Claws of the Dragon, Part 5 (aparece en flashback(s))